# 舌幽灵蛛
舌幽灵蛛（学名：Pholcus lingulatus）也作舌状幽灵蛛，一种于中华人民共和国吉林省桦甸市苇沙河发现的蜘蛛，隶属于幽灵蛛科幽灵蛛属。本种的雄性触肢器具有与棒斑幽灵蛛（Pholcus clavimaculatus）相似的钩状突，但舌幽灵蛛雄性触肢转节距呈弯指状，跗前突具一蛇舌状突起。